# Spalangiopelta brachyptera
Spalangiopelta brachyptera är en stekelart som beskrevs av Masi 1922. Spalangiopelta brachyptera ingår i släktet Spalangiopelta och familjen puppglanssteklar.
Artens utbredningsområde är:
- Frankrike.
- Ungern.
- Italien.
- Sverige.

Arten är reproducerande i Sverige. Inga underarter finns listade i Catalogue of Life.